# John Gillingham
John Bennett Gillingham (* 3. August 1940 in London) ist ein britischer Historiker.

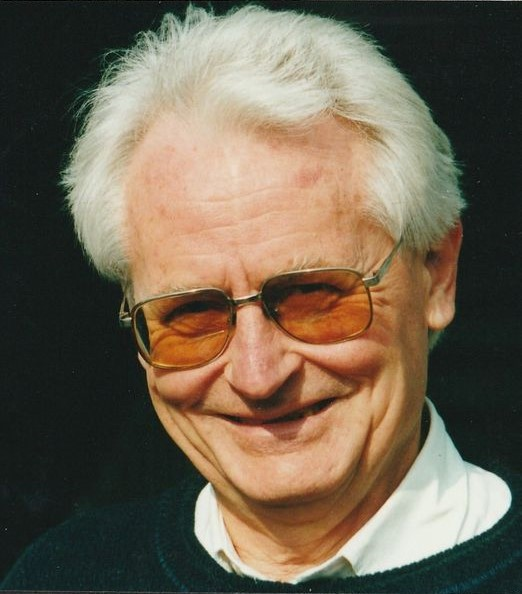
John Gillingham, aufgenommen von Werner Maleczek auf einer Reichenau-Tagung des Konstanzer Arbeitskreises für mittelalterliche Geschichte im Herbst 2002

John Gillingham studierte deutsche Geschichte an den Universitäten Oxford und München. Er lehrte als Lecturer, Senior Lecturer und Professor von 1965 bis zu seiner Emeritierung 1998 an der London School of Economics and Political Science. Gillingham ist seit 2007 Mitglied der British Academy.
Gillingham gehört zu den führenden Experten für den englischen Herrscher Richard Löwenherz. Er veröffentlichte 1978 eine Biographie zu diesem König. Die Darstellung wurde 1981 ins Deutsche übersetzt und erlebte mehrere Auflagen. Spezialstudien widmete er Richards Gefangenschaft in Deutschland, seinem Tod bei der Belagerung einer kleinen Burg im Limousin, der zeitgenössischen Wahrnehmung des Königs oder der Entstehung des Mythos. Im Jahr 1999 erschien eine weitere deutlich umfangreichere Biographie des Königs. In der englischen Forschung wurde der König vor allem deshalb verachtet, weil er so wenig Zeit in England verbrachte und dadurch sein Königreich vernachlässigte. Entgegen dieser patriotischen Auffassung zeigt Gillingham, dass Richard während seiner Abwesenheit für eine gute Führung gesorgt hatte. Er stuft Richard vielmehr als sehr fähigen Herrscher ein. Zwölf Beiträge aus den Jahren 1979 bis 1992 zu König Richard I. wurden 1994 in einer Aufsatzsammlung veröffentlicht.
Gillingham erforschte eingehend das Angevinische Reich. Er widmete sich auch dem englischen Spätmittelalter. Im Jahr 1981 veröffentlichte er ein Buch über die Rosenkriege. Im Jahr 2000 wurden 14 Studien gebündelt veröffentlicht. Die Beiträge befassen sich mit den Wechselbeziehungen zwischen Engländern und Kelten und mit dem Rittertum. Er wurde für seine französische Übersetzung seiner Löwenherz-Biographie mit dem Prix Guillaume le Conquerant 1997 ausgezeichnet.

## Schriften
Monographien
- William II. The red king. Allen Lane, London 2015, ISBN 978-0-14-197855-0.
- Conquests, catastrophe and recovery. Britain and Ireland 1066–1485. Vintage, London 2014, ISBN 978-0-09-956324-2.
- The English in the twelfth century. Imperialism, national identity and political values. Boydell Press, Woodbridge 2000, ISBN 0-85115-732-7.
- Richard I. Yale University Press, New Haven u. a. 1999, ISBN 0-300-07912-5.
- Richard the Lionheart. Weidenfeld & Nicolson, London 1978, ISBN 0-297-77453-0.
  - deutsche Übersetzung von Rudi Heeger: Richard Löwenherz. Eine Biographie. Claassen, Düsseldorf 1981, ISBN 3-546-43223-1.
  - französische Übersetzung von Isabella Morel: Richard Cœur de Lion. Noêsis, Paris 1996, ISBN 2911606-04-3.

Aufsatzsammlungen
- The English in the twelfth century. Imperialism, national identity and political values. The Boydell Press, Woodbridge 2000, ISBN 978-1-84383-425-0.
- Richard Coeur de Lion. Kingship, Chivalry and War in the Twelfth Century. Hambledon Press, London u. a. 1994, ISBN 1-85285-084-1.